# Nabil Aslam
Mohammad Nabil Aslam (urdu ‏محمد نبيل اسلم‎, ur. 3 sierpnia 1984 w Kongens Lyngby) – pakistański piłkarz występujący na pozycji obrońcy w duńskim klubie Værebro BK. W 2015 roku reprezentantował Pakistan.

## Kariera klubowa

### BK Frem
Aslam rozpoczął karierę w Brøndby IF, z którego przeniósł się do BK Frem, gdzie grał w drużynach młodzieżowych, a finalnie w pierwszym składzie. Po spędzeniu kilku sezonów we Frem opuścił klub.

#### Wypożyczenie do Hvidovre IF
Aslam został wypożyczony do Hvidovre IF w lutym 2004, razem ze swoim kolegą z drużyny Alim Sheihi. Jego sezon w Hvidovre był udany w takim stopniu, że Frem chciał go odzyskać, aby grał w ich drugiej drużynie.

#### Powrót do BK Frem
Po powrocie z wypożyczenia stał się ważnym graczem pierwszego składu i przedłużył kontrakt do 2007 roku. Pomimo młodego wieku rozegrał 100 meczów w barwach BK Frem zanim opuścił go latem 2008 roku.

### AC Horsens
W lipcu 2008 roku dołączył do AC Horsens i ugruntował swoją pozycję w zespole awansując do finału Pucharu Danii w sezonie 2011/12 oraz docierając do fazy Play-off Ligi Europy w sezonie 2012/13.

### Akademisk BK
W sierpniu 2014 roku przeszedł na zasadzie wolnego transferu do Akademisk BK. W grudniu 2014 klub ogłosił, że Aslam nie zagra przez resztę sezonu. Zamiast tego miał występować w jednym z tajskich klubów.

### Svebølle B&I
Trzy miesiące po odejściu z Akademisk BK podpisał kontrakt z duńskim drugoligowym klubem Svebølle B&I.
W październiku 2015 roku Aslam wraz z Kenem Fagerbergiem zostali zaproszeni do rozegrania towarzyskiego meczu dla Jönköpings Södra IF.

### Kalundborg GB
W lipcu 2015 dołączył do czwartoligowego Kalundborg GB.

### Glostrup FK
W sezonie 2016/17 podpisał kontrakt z Glostrup FK.

### Værebro BK
W następnym sezonie przeszedł do Værebro BK.

## Kariera reprezentacyjna
12 marca 2015 roku zadebiutował w reprezentacji Pakistanu w meczu eliminacji do Mistrzostw Świata 2018 przeciwko reprezentacji Jemenu (3:1).

## Sukcesy

### AC Horsens
- Mistrzostwo 1. division (1×): 2009/2010